# E3 Harelbeke 2016
59. ročník jednodenního cyklistického závodu E3 Harelbeke (oficiálně Record Bank E3 Harelbeke) se konal 25. března 2016 v Belgii. Závod dlouhý 206,4 km vyhrál Polák Michał Kwiatkowski z týmu Team Sky. Na druhém a třetím místě se umístili Belgičané Philippe Gilbert (Quick-Step Floors) a Brit Ian Stannard (Team Sky).

## Týmy
Závodu se zúčastnilo celkem 25 týmů, včetně 18 UCI WorldTeamů a 7 UCI Professional Continental týmů. Každý tým přijel s osmi jezdci kromě týmů Orica–GreenEDGE a Team Dimension Data se sedmi jezdci. Greg Van Avermaet (BMC Racing Team) odstoupil před závodem kvůli nemoci, na start se tedy celkem postavilo 197 jezdců. Do cíle v Harelbeke dojelo 105 jezdců.
UCI WorldTeamy
- AG2R La Mondiale
- Astana
- BMC Racing Team
- Cannondale
- Etixx–Quick-Step
- FDJ
- IAM Cycling
- Lampre–Merida
- LottoNL–Jumbo
- Lotto–Soudal
- Movistar Team
- Orica–GreenEDGE
- Team Dimension Data
- Team Giant–Alpecin
- Team Katusha–Alpecin
- Team Sky
- Tinkoff
- Trek–Segafredo

UCI Professional Continental týmy
- Bora–Argon 18
- Direct Énergie
- Fortuneo–Vital Concept
- Roompot–Oranje Peloton
- Topsport Vlaanderen–Baloise
- Wanty–Groupe Gobert
- Southeast–Venezuela

## Výsledky
| Pořadí | Jezdec                   | Tým             | Čas        |
| ------ | ------------------------ | --------------- | ---------- |
| 1      | Michał Kwiatkowski (POL) | Team Sky        | 4h 49' 34" |
| 2      | Peter Sagan (SVK)        | Tinkoff         | + 4"       |
| 3      | Ian Stannard (GBR)       | Team Sky        | + 11"      |
| 4      | Fabian Cancellara (SUI)  | Trek–Segafredo  | + 11"      |
| 5      | Jasper Stuyven (BEL)     | Trek–Segafredo  | + 11"      |
| 6      | Lars Boom (NED)          | Astana          | + 11"      |
| 7      | Tiesj Benoot (BEL)       | Lotto–Soudal    | + 11"      |
| 8      | Sep Vanmarcke (BEL)      | LottoNL–Jumbo   | + 11"      |
| 9      | Jempy Drucker (LUX)      | BMC Racing Team | + 11"      |
| 10     | Daniel Oss (ITA)         | BMC Racing Team | + 11"      |